# Mir vkhodjasjtjemu
Mir vkhodjasjtjemu (russisk: Мир входящему, dansk: ~ Fred til de tilkommende) er en sovjetisk dramafilm i sort/hvid fra 1961 produceret af Mosfilm og skrevet og instrueret af Aleksandr Alov og Vladimir Naumov.
Filmen blev vist ved Filmfestivalen i Venedig, hvor den modtog Specialjuryens pris for bedste udenlandske film.

## Handling
Filmen foregår under 2. verdenskrig og fortæller historien om tre sovjetiske soldater, der i krigens sidste dage redder en gravid kvinde ved at tage hende med på en farefuld køretur til et hospital. Det lykkes, og samme dag som krigen slutter, føder kvinden et sundt barn, der kan vokse op i en mere fredelig verden.

## Medvirkende
- Viktor Avdjusjko som Ivan Jamsjjikov
- Aleksandr Demjanenko som Sjura Ivlev
- Stanislav Khitrov som Pavel Rukavitsyn
- Lidija Sjaporenko som Barbara
- Vera Bokadoro